# Graine de sarrasin

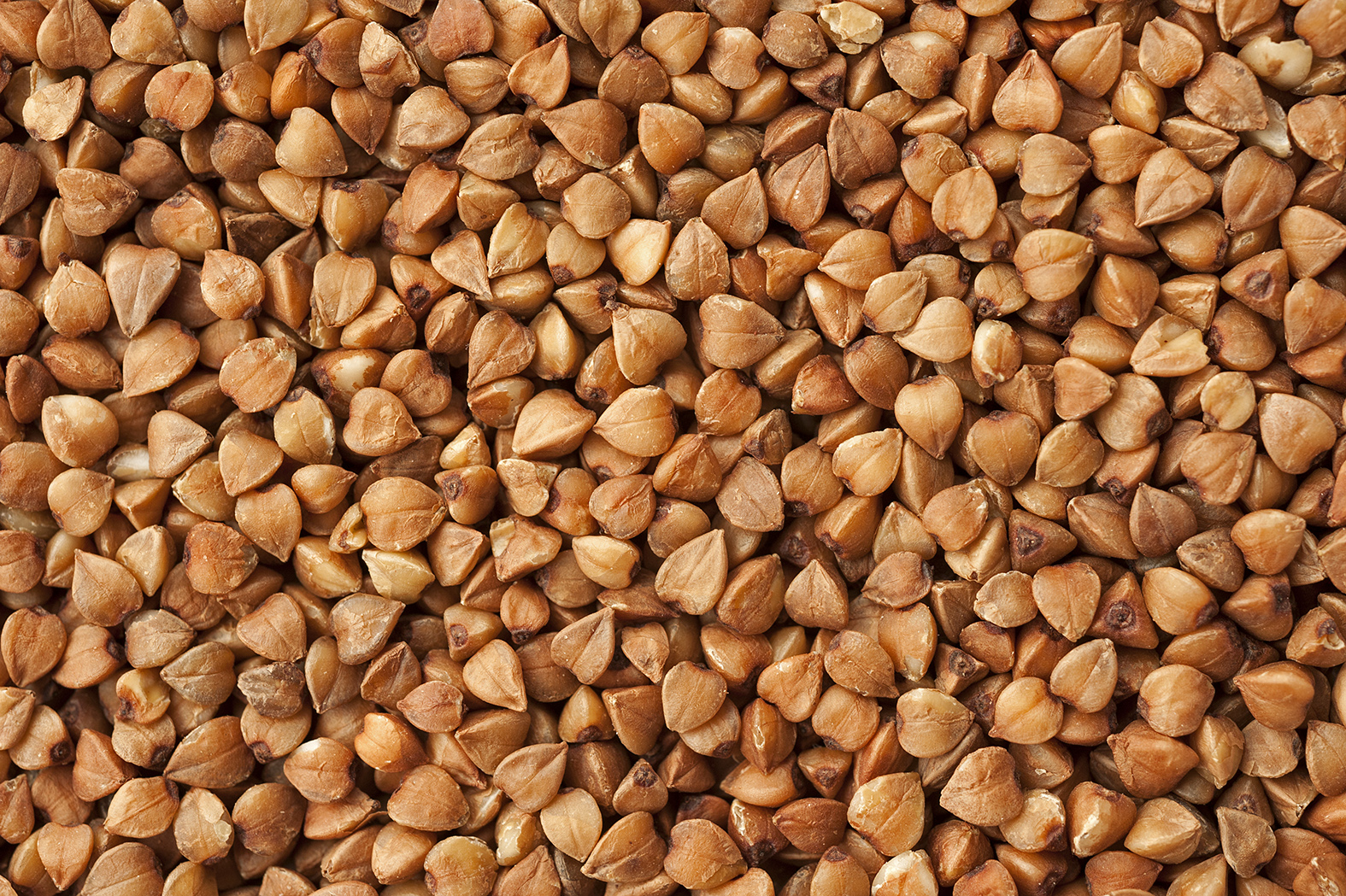
Graines de sarrasin légèrement grillées.

La graine de sarrasin est produite par une plante de la famille des Polygonaceae, nommée Fagopyrum esculentum. Sur le plan botanique, c'est une Dicotylédone vraie alors que les céréales sont des Monocotylédones (voir Classification APG III). Mais sur le plan nutritionnel, les farines complètes de sarrasin et de froment ont des profils très proches : 11 % de protéines, 62-68 % de glucides (constitués principalement d'amidon) et peu de lipides (1-2 %). 
Les caractères différentiels du sarrasin sont sa richesse en composés phénoliques, et l'absence dans sa composante protéique de protéines insolubles dans l'eau capable de former du gluten. 
Le sarrasin est en conséquence classé par les nutritionnistes parmi les pseudo-céréales avec l'amarante et le quinoa, convenant au régime « sans gluten ». Leurs graines peuvent être moulues et réduites en farine et consommées d'une manière semblable aux céréales.
Des essais randomisés contrôlés suggèrent qu'une consommation accrue de sarrasin peut réduire certains facteurs de risque des maladies cardiovasculaires.

## Analyse nutritive
Selon la base Ciqual de l'Anses (et la base DTU pour les acides aminés),  la farine de sarrasin a la composition ci-contre :
Avec 348 kcal/100g, le sarrasin est un aliment relativement énergétique.
La farine de sarrasin est riche en glucides (68 %) et contient environ 11 % de protéines et 2 % de lipides. Bien que le sarrasin ne soit pas une céréale, elle possède une composition nutritionnelle en glucides, protéines, lipides, proche de celle de la farine de blé.

### Glucides
Les glucides sont essentiellement formés de l'amidon, un glucide complexe. La quasi-absence de glucides simples et la présence d'amidon résistant fait que le sarrasin a un index glycémique modéré. Le pain de sarrasin a un indice glycémique de 66 et le gruau de sarrasin bouilli de 61, selon les mesures de Skrabanja et al..

### Protéines
La farine de sarrasin contient en moyenne 11,5 % de protéines, avec des variations allant de 7 à 13 % en fonction des variétés et de la fertilisation. C'est la même teneur que celle de la farine de blé intégrale (froment T150) mais moins que celle des graines de quinoa et surtout des graines de soja, selon Ciqual. 
% protéines : soja >> quinoa > sarrasin > blé tendre
Le sarrasin fait partie des espèces végétales comestibles comportant la plupart des acides aminés essentiels en quantités suffisantes, à la différence des variétés modernes de blé et d'épeautre hybridé, qui ont peut-être perdu cette caractéristique lors des croisements et sélections (voir les tables de DTU). En dépit d'un rendement plus faible et malgré un prix plus élevé au kilo, le sarrasin est, sous cet angle, plus intéressant que le blé et l'épeautre. Toutefois la digestibilité réelle du sarrasin est plus faible que celle du blé.
Par rapport aux protéines de céréale, les protéines de sarrasin sont plus riches dans tous les acides aminés sauf deux, l'acide glutamique et la proline, qui ont de forte teneur dans les protéines formant le gluten des céréales.  Elles sont aussi remarquablement plus riches en arginine, acide aspartique et en lysine avec des teneurs près de trois fois supérieures à celles du blé. 

#### Gluten
La farine de sarrasin ne contient pas de prolamine, la fraction protéique du gluten responsable des réactions d'intolérance des malades cœliaques. Le sarrasin est donc un aliment sans gluten qui peut être consommé par les personnes souffrant d'intolérance au gluten (ou maladie cœliaque). 
Dans les farines de céréale, le gluten, une substance gluante formée en présence d'eau, confère à la pâte à pain son élasticité ce qui lui permet d'emprisonner le CO2 produit par la fermentation panaire et de faire gonfler la pâte. Il en découle que la farine de sarrasin, dépourvue de gluten, n'est pas panifiable seule (comme celle de riz, de maïs, de châtaigne, de quinoa et de pois chiche). Elle est donc généralement consommée sous forme de galettes de sarrasin, de blinis, ou en pain multicéréales. 

### Lipides
Le sarrasin contient peu de lipides mais ceux-ci sont riches en acides gras insaturés (80 %). Les acides oléique, linoléique, et palmitique représentent 88 % de la totalité des acides gras.
Les stérols végétaux sont omniprésents dans toute la graine de sarrasin. Le β-sitostérol est le plus abondant dans l'embryon et l'endosperme. La teneur en phytostérols du gruau décortiqué après extraction lipidique est d'environ 70 mg/100 g de graines pour le bêta-sitostérol et de 9,5 mg/100g pour le campestérol.

### Minéraux
Le contenu en minéraux (retrouvés dans les cendres) est plus important pour le sarrasin (1,65 g/100g de cendres) que pour le blé tendre (a fortiori pour la farine blanche T65 ayant 0,78 g/100g de cendres). 
Le sarrasin est une bonne source de manganèse, de magnésium et de fibres.
Le sarrasin est un aliment pourvoyeur de vitamines du groupe B. 
Des analyses comparatives indiquent que le gruau de sarrasin a une teneur plus élevée en folate (vit. B9) total (30 µg/100g) que la farine de seigle, les gruaux d'orge  ou de la farine de blé (19-20 µg/100g).

### Composés antioxydants
La présence en quantité significative de composés phénoliques dans le sarrasin lui confère des propriétés antioxydantes, potentiellement intéressantes pour la santé, et que l'on ne trouve pas chez les céréales. Car les régimes riches en antioxydants ont été associés avec un risque moindre de maladies cardiovasculaires, de cancers et de processus de dégénérescence liés à l'âge. 
La teneur en polyphénols totaux du sarrasin est amplement supérieure à celle de n'importe quelle céréale ou pseudo-céréale. Elle est par exemple, neuf fois plus grande que celle du blé. D'après la base Phenol-Explorer, les mesures des polyphénols totaux des farines complètes de sarrasin, de blé et d'avoine, par le réactif de Folin-Ciocalteu, donnent les valeurs suivantes :
| Polyphénols totaux teneur en mg/100g de MF (matière fraîche) |         |     |       |
|                                                              | Moyenne | min | max   |
| Sarrasin, farine complète                                    | 791     | 8   | 3 300 |
| Blé, farine complète                                         | 91      | 0,8 | 344   |
| Avoine, farine complète                                      | 82      | 1   | 390   |

La teneur des farines raffinées est bien moindre : 157 mg/100g pour le sarrasin, 68 mg/100g pour le blé tendre et 26 mg/100g pour l'avoine laminée à chaud. Le contenu de ces composés phénoliques après hydrolyse est formé principalement d'acides parahydroxybenzoïque, caféique et coumarique. Ils sont plus concentrés dans le son que dans la farine.
Les graines de sarrasin entières contiennent aussi des lignanes, substances composées à partir d'unités phénylpropanoïdes, ayant des propriétés phytoestrogéniques. La chromatographie après hydrolyse donne:
| Lignanes de la graine de sarrasin entière en mg/100g MF |                      |                            |
| Laricirésinol: 0,36                                     | Syringarésinol: 0,24 | Secoisalaricirésinol: 0,13 |
| Pinorésinol: 0,09                                       | Mediorésinol: 0,03   | Matairésinol: 1.00e-03     |

La chromatographie sur colonne a permis de séparer six composés flavonoïdes des graines de sarrasin moulues: la rutoside (ou rutine), l'orientine, la vitexine, le quercétine, l'isoorientine, et l'isovitexine. Mais le spectre de ces flavonoïdes diffèrent beaucoup entre la graine décortiquée (débarrassée de son tégument) et le tégument. Alors que les gruaux (ou porridge), fait à partir de graines décortiquées, ne contiennent que deux flavonoïdes, la rutine et l'isovitexine, les téguments contiennent les six flavonoïdes. 

Rutine : 3-rutinoside de quercétine

L'isovitexine est le 6-C-glucoside d'apigénine et la rutine est le 3-rutinoside de quercétine. D'après la base Phenol-Explorer, la teneur très élevée de la rutine (36 mg/100g) dans la farine entière de sarrasin, dépasse celle de toutes les céréales et pseudo-céréales, de tous les fruits (framboises, abricots, pommes) et les légumes (tomates, asperges...) sauf cependant celle de deux condiments : l'olive noire (45 mg/100g) et surtout la câpre (332 mg/100g).
Pour  certains chercheurs, la majorité des composés phénoliques du sarrasin se présentent sous une forme libre dans les graines alors que pour les céréales, ces composés phénoliques sont principalement liés au tégument des graines. Afin de prendre en compte toutes les possibilités, Inglett et al. (2011) ont mesuré l'activité antioxydante des composés phénoliques libres et liés de trois farines différentes de sarrasin (Farinetta, Supreme, Fancy) et d'une farine complète. La farine Farinetta, une marque déposée, est fabriquée à partir d'un mélange d'une couche d'aleurone de graines décortiquées et d'embryons de graines et contient environ 35 % de protéines (comparativement aux 12 % du grain entier). La méthode d'extraction de ces composés est plus ou moins efficace et influe donc sur les mesures du contenu phénolique et de l'activité antioxydante (mesurée par DPPH). L'extraction avec 50 % d'éthanol est la méthode la plus efficace pour extraire les formes libres des composés alors que l'extraction avec 100 % d'éthanol donne beaucoup plus de formes liées. Les formes liées expriment presque le double d'activité antioxydante que les formes libres.
| Contenu phénolique total, flavonoïde et activité antioxydante DPPH |                               |                              |                                       |
|                                                                    | Phénol. tot. (extr. 50%) mg/g | Flavonoïdes (extr. 50%) µg/g | Act. antioxydante (extr. 100%) µmol/g |
| Farine sarr. complète                                              | 8,49                          | 1030,80                      | 6,12                                  |
| Farinetta                                                          | 23,57                         | 1061,18                      | 6,27                                  |

Une comparaison du sarrasin avec trois autres graines sans gluten, l'amarante, le quinoa et le teff, a établi que le contenu phénolique total du sarrasin était beaucoup plus élevé que celui des autres graines, bien que son activité antioxydante soit proche de celle du quinoa et du teff.

## Études pharmacologiques
Ces dernières années, le retour du sarrasin dans l'alimentation humaine a été porté par un intérêt croissant pour sa valeur nutritionnelle et ses bienfaits pour la santé. La particularité du sarrasin par rapports aux céréales est d'avoir de forte teneur en rutine (36 mg/100g), un diglycoside de la quercétine, classé comme flavonol.
Certains chercheurs assurent que la consommation de sarrasin est associée à un large éventail d'effets bénéfiques pour la santé, notamment des effets anticancéreux, anti-inflammatoires, hypoglycémiants et hypocholestérolémiants, bien que les composants bioactifs spécifiques responsables des effets bénéfiques du sarrasin demeurent incertains.
Li, Lietz et Seal (2018) ont passé en revue toutes les études prospectives cherchant à évaluer la corrélation entre prise de sarrasin et les facteurs de risque cardiovasculaire. Après élimination des articles ne répondant pas aux critères d'éligibilité, il resta 28 essais randomisés contrôlés (ERC) dont 11 études sur l'homme et 17 sur l'animal.
Les données sur la glycémie à jeun des humains, rapportées dans 9 essais contrôlés randomisés, représentant 548 participants, indiquent une diminution significative dans le groupe prenant du sarrasin par rapport au départ ou aux groupes témoins. Parmi les nombreux mécanismes possibles responsables de la modulation de la glycémie, le sarrasin est bien connu pour contenir divers composés phytochimiques (tels que divers polyphénols et le d-chiro-inositol), dont il a été démontré qu'ils ont un effet positif sur le métabolisme du glucose ou de l'insuline dans des modèles animaux. De plus, une étude a montré que la présence d'amidon résistant dans le sarrasin contribuait à son faible indice glycémique.
De même la consommation de sarrasin a été associée à des concentrations plus faibles de cholestérol total, de triglycérides, mais a été sans effet sur le cholestérol-LDL ou HDL.  Les effets bénéfiques observés dans les études chez l'homme ont également été étayés par des preuves solides provenant d'études chez l'animal.
En conclusion, même si la documentation à ce jour est limitée et souvent incohérente, cette étude suggère qu'une consommation accrue de sarrasin peut réduire les marqueurs de risque des maladies cardiovasculaires, notamment le glucose, le cholestérol total et les triglycérides. Il est possible que la réduction de certains facteurs de risque cardiovasculaires soit attribuable aux composés phénoliques, aux fibres solubles, aux protéines, à la quercétine du sarrasin. Mais il est nécessaire de mener encore des études d'intervention à long terme et à grande échelle chez l'homme pour mieux comprendre le rôle des graines de sarrasin dans la santé cardiovasculaire.

## Alimentation humaine
- Cet article est partiellement ou en totalité issu de l'article intitulé « Sarrasin (plante) » (voir la liste des auteurs).

### Diététique
Le sarrasin est utilisable dans la confection de produits destinés aux personnes intolérantes au gluten. Cependant, depuis avril 2012 (7e Congrès francophone d’allergologie), le sarrasin fait partie des nouveaux aliments à risque d'anaphylaxie alimentaire sévère.

### Utilisation en France

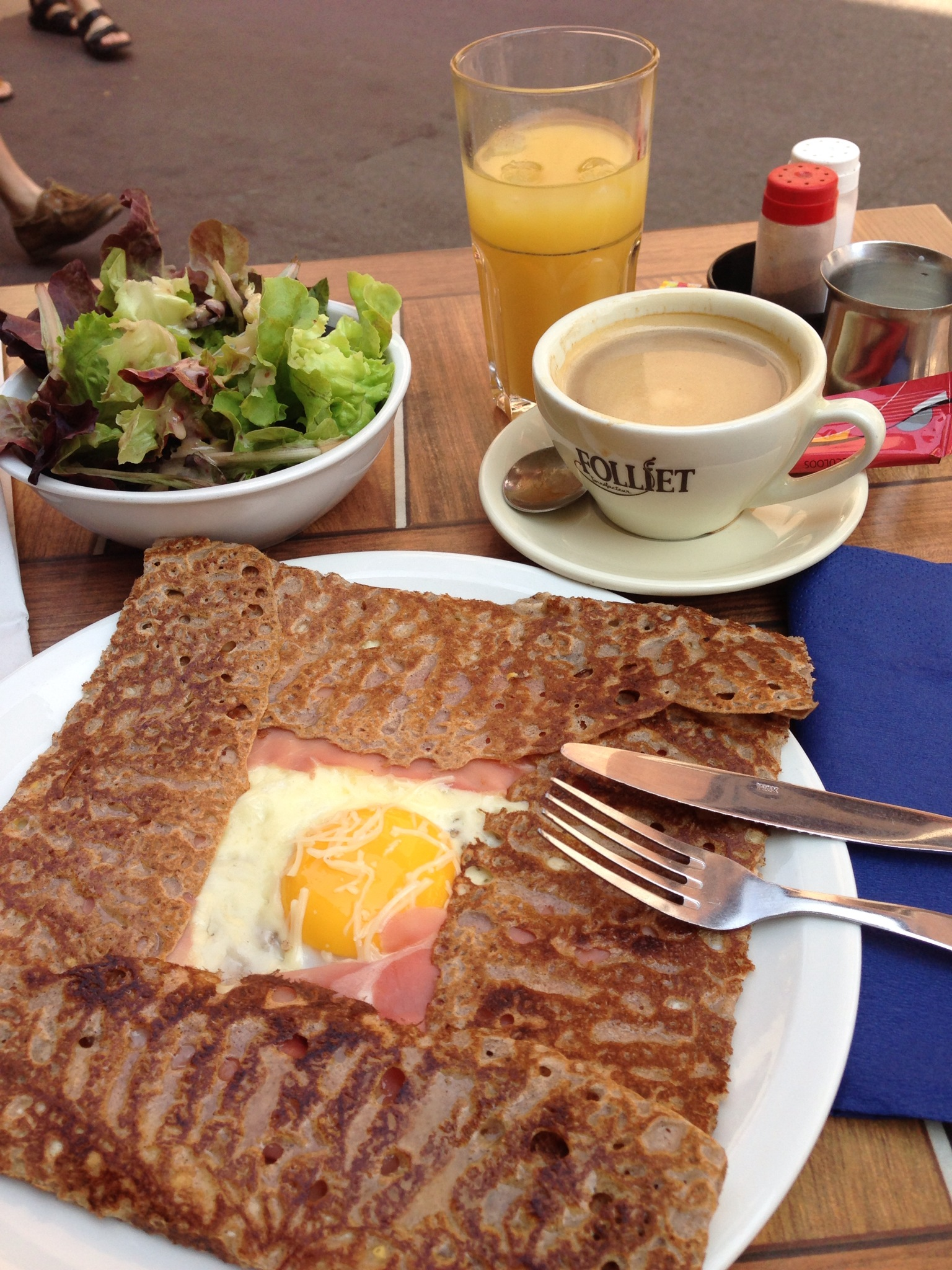
Galette complète.

En mélange ou non avec d'autres céréales panifiables le sarrasin est à la base de la fabrication du pain au sarrasin, appelé autrefois pain noir. Il existe du pain pur sarrasin peu levé. Ces « pains noirs » ne doivent pas être confondus avec les « pains noirs allemands et nordiques » qui sont à base de seigle et contiennent donc un gluten, toutefois différent du gluten de froment. 
La farine de sarrasin, dont le goût légèrement amer rappelle celui de la noisette, est utilisée pour la confection de galettes et de crêpes (dites de blé noir), particulièrement en Bretagne, en Limousin (galetous ou tourtous), dans le Cantal (sous le nom de bourriols dans le sud et de pompes dans le nord). Les crêpes de sarrasin sont appelées « krampouezh » en basse-Bretagne, « galettes » en gallo et en haute-Bretagne, et plus simplement « crêpes salées » en français. 
En Bretagne, la farine de sarrasin (gwinizh du, blé noir) est aussi utilisée dans la préparation kig ha farz (viande et far) et du yod gwinizh du (bouillie de blé noir).
En Savoie, il sert à la confection des crozets, des petites pâtes carrées servies accompagnées de Beaufort.

### Utilisation en Europe et dans le monde
En région liégeoise, le sarrasin entre dans la recette des bouquettes, ou boûkètes.
En Russie, kacha ou kasha désigne une bouillie réalisée avec des graines décortiquées et grillées de sarrasin ou de céréales comme les flocons d'avoine. Le terme kacha utilisé dans d'autres langues slaves, est devenu abusivement en français et en anglais synonyme de sarrasin grillé
Les graines de sarrasin sont aussi consommées notamment en Biélorussie (Hrechka ou hrachanaïa kacha), en Pologne (gryka ou kasza gryczana) et en Ukraine (hrechka ou hrechаna kacha). 
Les vrais blini (bliny lituano-biélorusses) se font à partir de cette farine et celle de froment (pour moitié). Mouillés de beurre fondu et de crème fraîche, ils constituaient un repas de base à l'est de la Pologne d'avant la Seconde Guerre mondiale.
La bouillie kacha est consommée au petit-déjeuner en Europe du Nord et de l'Est. 
La farine de sarrasin est également employée dans la préparation de pâtes japonaises (soba). 
En Chine et en Inde, on en fait une bière traditionnelle, le chang.